# بالانیت سودو اپیتلیوماتوز کراتوتیک و میکاسئوس
بالانیت سودو اپیتلیوماتوز کراتوتیک و میکاسئوس (PKMB) یک بیماری پوستی است که با ضایعات پوستی شبیه زگیل روی گلنس آلت تناسلی و همراه با پوسته ریزی است ظاهر می‌شود. این ضایعات می‌تواند به صورت شاخ پوستی نیز ظاهر شود. PKMB معمولاً بدون علامت، همراه با تحریک گاه به گاه، احساس سوزش، شکافتگی (فیسور)، یا خیس‌خوردگی (مسریشن) است.